# Anandagiri
Anandagiri (IXe siècle) était un élève de Shankara. Auteur d'une biographie de son maître où il évoque les controverses philosophiques liées à la naissance de l'Advaita Vedānta. Les gloses d'Anandagiri sur les œuvres de Shankara sont précieuses, parce qu'elles éclairent la pensée parfois ambiguë et contradictoire du maître. Elles témoignent aussi du haut degré d'élaboration auquel cette forme de pensée est parvenue depuis Gaudapada.

## Œuvres principales
- Shankaravijaya,La victoire de Shankara.
- Nyayanirnaya, sur la logique dans une optique non-dualiste.